# Mezőpanit község
Mezőpanit község (románul: Comuna Pănet) község Maros megyében, Romániában. Központja Mezőpanit, beosztott falvai Csittszentiván, Harcó, Mezőbergenye, Székelykövesd.

## Népessége
A 2011-es népszámlálás adatai alapján a község népessége 6033 fő volt.
| · Mezőpanit község nemzetiségi összetétele 2021-ben Magyar (71,20%) Román (18,32%) Cigány (3,98%) Egyéb (6,5%) | · Mezőpanit község felekezeti összetétele 2021-ben Református (66,85%) Ortodox (15,65%) Adventista (5,28%) Pünkösdista (2,45%) Római katolikus (1,69%) Ismeretlen (6,81%) Egyéb (1,27%) |